# Dreamcatcher : L'Attrape-rêves
Pour les articles homonymes, voir Dreamcatcher.
Pour plus de détails, voir Fiche technique et Distribution.
Dreamcatcher : L'Attrape-rêves ou L'Attrapeur de rêves au Québec (Dreamcatcher) est un film d'horreur américain de Lawrence Kasdan, adapté du roman éponyme de Stephen King et sorti en 2003.
Malgré un budget important et une distribution comprenant des acteurs célèbres, dont Morgan Freeman, le film a été un échec commercial et critique.

## Synopsis
Henry Devlin, Joe « Beaver » Clarenden, Pete Moore et Gary « Jonesy » Jones sont quatre amis d'enfance qui partent chaque année pour une partie de chasse dans les forêts du Maine. Ils sont reliés par un lien télépathique, qu'ils appellent « la ligne », depuis leur adolescence, quand ils ont porté secours à Douglas « Duddits » Cavell, un déficient mental aux étranges pouvoirs, et sont devenus ses amis.
Jonesy et Beaver trouvent dans les bois un homme apparemment très malade et l'emmènent dans leur cabane de chasse. Des hélicoptères militaires surviennent un peu plus tard et annoncent que la zone est en quarantaine. Jonesy et Beaver trouvent l'homme mort dans la salle de bains et une créature, ressemblant à une lamproie, sort de son corps. Cette créature tue Beaver mais Jonesy parvient à lui échapper, seulement pour rencontrer un extraterrestre, dénommé « Monsieur Gris », qui prend possession de son corps.
Pendant ce temps, Henry et Pete, qui ignorent tout de ce qui se passe, trouvent une femme à moitié congelée qui meurt après et dont le corps excrète lui aussi une créature. Pete réussit à la tuer mais est capturé ensuite par Monsieur Gris alors que Jonesy prévient télépathiquement Henry du danger. Dans un camp militaire installé non loin, le colonel Curtis tente par tous les moyens, y compris les plus extrêmes, de contenir cette contamination d'origine extraterrestre. Henry, capturé par les militaires et retenu dans le camp, parvient finalement à convaincre Owen, le second de Curtis, que son supérieur, obsédé par sa haine des extraterrestres, a perdu tout contrôle et qu'il faut le relever de ses fonctions. Curtis parvient cependant à s'échapper en hélicoptère avant d'être mis aux arrêts.
Monsieur Gris, toujours dans le corps de Jonesy, tue Pete quand celui-ci refuse de coopérer avec lui et part pour le Quabbin Reservoir, dans l'intention de contaminer le plan d'eau avec une créature afin d'infecter la population. L'esprit de Jonesy lutte pendant ce temps avec Monsieur Gris pour lui cacher des informations cruciales au sujet de Duddits. Henry et Owen vont chez Duddits et l'emmènent avec eux sur les traces de Monsieur Gris. Alors qu'ils arrivent au Quabbin Reservoir, Curtis surgit avec son hélicoptère. Il est finalement abattu par Owen, qui meurt également de ses blessures. Henry tue la créature que Monsieur Gris s'apprêtait à mettre dans le réservoir et Duddits, qui se révèle être également un extraterrestre, affronte Monsieur Gris, qui sort du corps de Jonesy. Les deux extraterrestres s'entretuent et Jonesy écrase une dernière larve qui était sur le point de se jeter dans l'eau du réservoir.

## Fiche technique
- Titre original : Dreamcatcher
- Titre français : Dreamcatcher : L'Attrape-rêves
- Titre québécois : L'Attrapeur de rêves
- Réalisation : Lawrence Kasdan
- Scénario : William Goldman et Lawrence Kasdan, d'après le roman Dreamcatcher, de Stephen King
- Musique : James Newton Howard
- Décors : Jon Hutman
- Costumes : Molly Maginnis
- Photographie : John Seale
- Montage : Raúl Dávalos et Carol Littleton
- Production : Lawrence Kasdan et Charles Okun
- Sociétés de production : Castle Rock Entertainment et Village Roadshow Pictures
- Société de distribution : Warner Bros. Pictures
- Budget : 68 000 000 $[1]
- Pays d'origine :  États-Unis
- Langue : anglais
- Format : Couleurs - 2,35:1 - DTS / Dolby Digital / SDDS - 35 mm
- Genre : Horreur, science-fiction
- Durée : 136 minutes
- Dates de sortie : 
  - États-Unis : 6 mars 2003 (première), 21 mars 2003 (sortie nationale)
  - Canada : 28 mars 2003
  - Belgique : 9 avril 2003
  - France : 16 avril 2003
- Classification : interdit aux moins de 12 ans lors de sa sortie en France.

## Distribution
- Morgan Freeman (VF : Med Hondo ; VQ : Aubert Pallascio) : le colonel Abraham Curtis
- Thomas Jane (VF : Patrice Baudrier ; VQ : Daniel Picard) : le Dr Henry Devlin
- Damian Lewis (VF : Lionel Tua ; VQ : Gilbert Lachance) : Gary « Jonesy » Jones
- Jason Lee (VF : Axel Kiener ; VQ : Antoine Durand) : Joe « Beaver » Clarenden
- Timothy Olyphant (VF : Bruno Choël ; VQ : Tristan Harvey) : Pete Moore
- Tom Sizemore (VF : Patrick Guillemin ; VQ : Luis de Cespedes) : le lieutenant Owen
- Donnie Wahlberg (VF : Philippe Siboulet ; VQ : Martin Watier) : Douglas « Duddits » Cavell
- Mikey Holekamp : Henry
- Reece Thompson : Beaver
- Giacomo Baessato : Jonesy
- Joel Palmer : Pete
- Andrew Robb : Duddits
- Eric Keenleyside : Rick McCarthy
- Rosemary Dunsmore : Roberta Cavell
- Michael O'Neill (VF : Bernard Jung) : le général Matheson
- Ingrid Kavelaars (VF : Martine Irzenski ; VQ : Lisette Dufour) : Trish
- Jon Kasdan : Defuniak

Source et légende : Version française (VF) sur Voxofilm et Version québécoise (VQ) sur Doublage QC.

## Différences avec le roman
Malgré de nombreuses différences mineures, le film est dans l'ensemble fidèle à l'intrigue principale du roman, mis à part pour le personnage de Duddits, qui est un extraterrestre dans le film alors que ce n'est pas du tout le cas dans le roman.

## Accueil
Le film a été un échec commercial lors de sa sortie au cinéma, ne rapportant que 75 715 436 $ au box-office mondial (dont 33 715 436 $ aux États-Unis), soit à peine plus que son budget. Il a réalisé 552 270 entrées en France, 118 401 au Québec, 44 963 en Suisse et 18 718 en Belgique.
Il a été mal accueilli par la critique, recueillant à peine 30 % de critiques positives, avec une note moyenne de 4,7/10 et sur la base de 166 critiques collectées, sur le site internet Rotten Tomatoes. Il obtient un score de 35/100, sur la base de 38 critiques, sur Metacritic.
En France, les critiques ont également été mauvaises en général. Christian Jauberty de Première trouve que le « résultat reste distrayant » grâce aux acteurs. François Maupin du Figaroscope trouve le film « dégoûtant » malgré « une scène d'anthologie dans les toilettes ». Jean-François Rauger du Monde parle de « gestion désabusée, paresseuse et prosaïque d'archétypes », et Arnaud Bordas de Mad Movies évoque « des ambitions énormes pour un résultat catastrophique ». Il obtient une note de 1.7/5 sur Allociné.